# یوهان شوپ
یوهان شوپ (انگلیسی: Johann Schop؛ ‏ حوالی ۱۵۹۰ میلادی – ۱۶۶۷) نوازندهٔ ویولن، موسیقی‌دان و آهنگساز اهل آلمان بود که به عنوان یک نوازنده و موسیقی‌دان بسیار مورد تحسین بود. او یک استاد نوازندگی ویولن بود و آهنگ‌های وی برای ویولن در آن زمان، نیاز به تواندمندی و مهارت قابل توجهی برای نواختن داشت.
در سال ۱۷۵۶ لئوپلد موتسارت در مورد دشواری یک تریل در یکی از قطعات شوپ که احتمالاً قبل از سال ۱۶۴۶ ساخته شده بود، اظهار نظر کرد. برخی از آثار وی در جشن‌های مربوط به پیمان وستفالی نواخته شد.
یوهان سباستیان باخ از یکی از ملودی‌های وی در اثر بزرگ خود انجیل به روایت متی بهره برد.